# 469366 Watkins
469366 Watkins este o planetă minoră (asteroid) din Mars-crossing asteroid⁠(d). A fost descoperită pe 11 august 2001 la Haleakalā Observatory⁠(d) de Near Earth Asteroid Tracking. 
Obiectul prezintă o orbită caracterizată de o semiaxă mare de 2,9345558283013 UAi, o excentricitate de 0,54407943969262, o înclinație de 11,105860526104 ° în raport cu ecliptica.